# Deq (tatuatge)
Deq (kurd: deq, دەق) o xal (kurd: xał, خاڵ) és el nom que reben els tatuatges tradicionals i exclusius dels kurds. Els usen generalment les dones kurdes, però també els hòmens. No obstant això, la pràctica dels deq ha minvat per influència de l'islam i ha estat substituïda per la henna. A diferència d'aquesta, els deq són tatuatges permanents. Hom ha procurat de revitalitzar-ne l'ús per tal de reafirmar la identitat pròpia. Els deq són més utilitzats pels yazidis que per la resta de kurds.

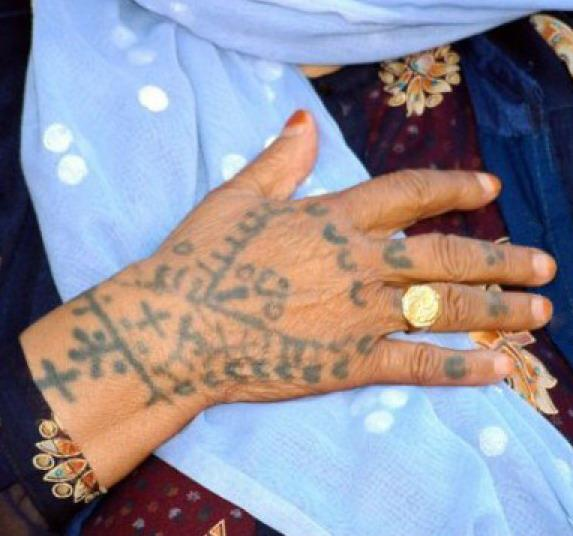
Tatuatge kurd tradicional a la mà d'una dona.

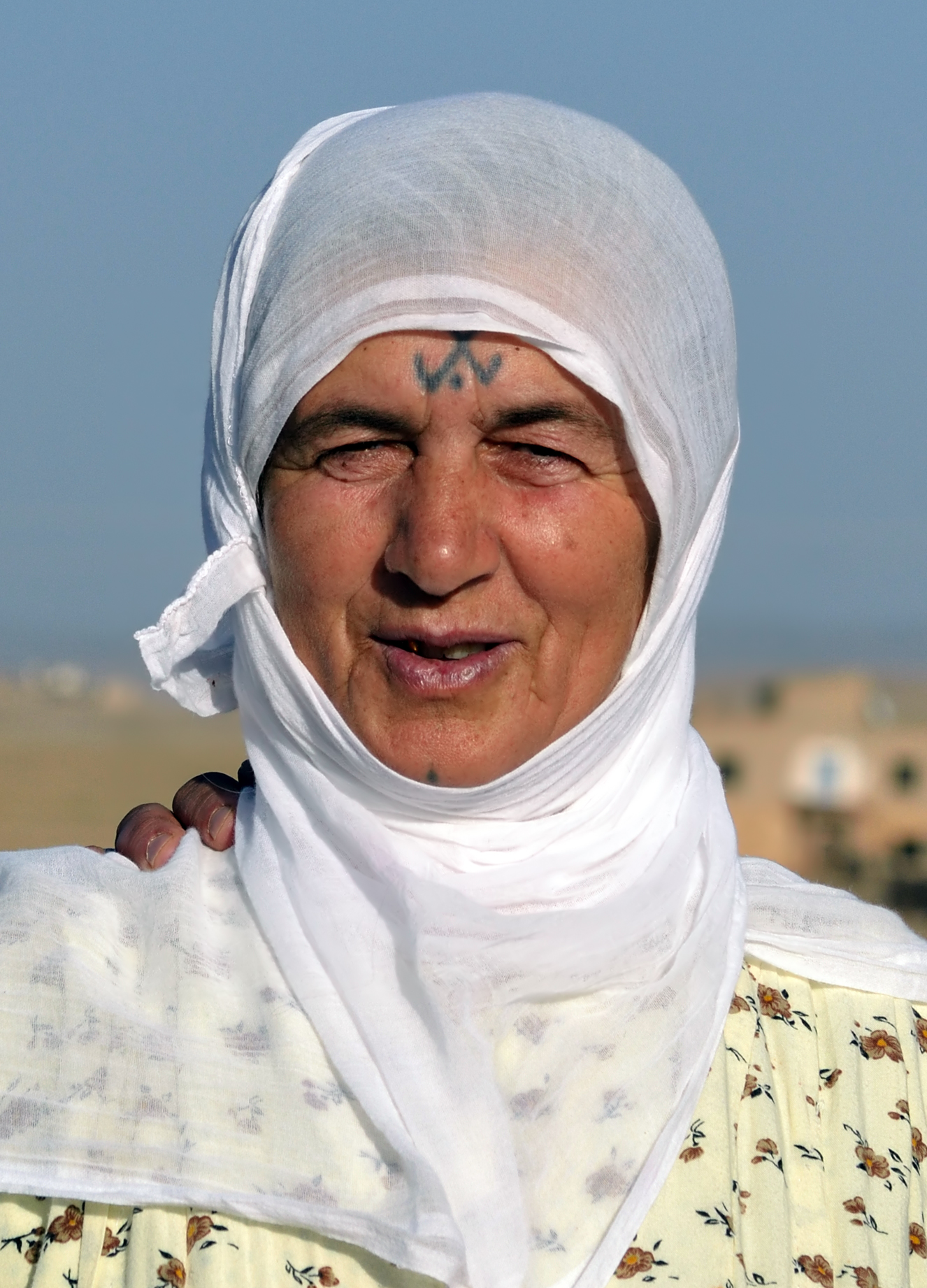
Dona kurda a Savur amb un tatuatge deq a la cara.

## Història
Se'n desconeix l'origen.
Al començament del segle vi, Aeci d'Amida va escriure sobre els deq i com es preparen a Medicae Artis Principes. En aquest treball, va explicar que es feien triturant i barrejant fusta de pi (preferiblement de l'escorça), una mica de bronze corroït, goma i oli dels arbres. A més, també es barrejava bronze corroït amb vinagre per tal de crear una segona mescla. A continuació, es barrejava el suc de porro i l'aigua. Finalment, es netejava l'espai per al tatuatge amb aquesta barreja de suc de porro, s'hi dibuixava un disseny mitjançant una perforació i la barreja combinada es posava a la pell.
Jacques de Morgan també va observar els tatuatges de dones kurdes l'any 1895 i va esmentar que les dones grans eren les que en tenien més i, de vegades, els recorrien tot el cos. Quan els hòmens es tatuaven, era predominantment a les mans i rarament a la cara. Henry Field també va afirmar aquest fenomen quan va visitar les províncies del Kurdistan i de Kermanshah a l'Iran als anys 50.

## Significat i ús
La pràctica dels deq és anterior a l'islam i s'associa amb tradicions locals. Poden tenir diferents significats segons on es col·loquen, que van de mera ornamentació a la protecció espiritual, passant per l'afiliació tribal. En les dones, solen trobar-se a la cara, el coll, els peus, les mans i, en menor grau, els pits i prop dels genitals. Es creu que el deq facial foragita els mals esperits i proporciona bona salut i fertilitat. Hi ha normes per a l'ús dels deq i les dones divorciades o que han donat a llum fills morts no se'n poden tatuar.
A les dones tatuades, el tatuador dibuixa primer el disseny a la pell amb una agulla submergida en tinta i punxada a la pell. La tinta està feta de llet (generalment llet materna) i els dissenys solen ser línies, estrelles, esvàstiques, sols, semicercles, rectangles, rombes i creus. Són els cercles els que s'associen especialment a la fertilitat, mentre que es creu que les creus foragiten els mals esperits i els diamants aporten força. El deq es pot entendre com un diari per a la dona en particular.
Els hòmens acostumen a tatuar-se les mans, les cames, el coll, el pit o la cara. Els fins principals per a ells són medicinals i protectors.
Antigament, es podia identificar l'afiliació tribal d'un kurd pels deqs.

## Dibuixos dels iazidis
Alguns dels dibuixos que sovint empren els iazidis són una pinta, una creu, una gasela, un animal anomenat daqqayeh, un peu de pteròclid, una lluna (tant plena com creixent), una nina, un fus, una v invertida anomenada res daqq i un dimlich (una figura que sembla una bossa amb dues cordes).